# Pachnoda interrupta
Pachnoda interrupta – gatunek chrząszcza z rodziny poświętnikowatych i podrodziny kruszczycowatych.